# پنها شباویز ۲۰۶۱
پنها شباویز ۲۰۶۱ یک بالگرد ساخت ایران است که توسط جمهوری اسلامی ایران مورد استفاده قرار می‌گیرد.این بالگرد بدون مجوز و با مهندسی معکوس و بروزرسانی بالگرد بل-۲۰۶ تولید شده‌است.
از اواسط سال ۱۳۷۶،  چهار مدل هلی کوپتر نظامی و پشتيبانی توسط وزارت دفاع طراحی و ساخته شده است. بالگرد شباويز ۲۰۶۱ نمونه‌ای از آن است که در ۱۴ ادیبهشت ۱۳۷۸ در خط توليد انبوه قرارگرفته است.